# Elektron
Elektron, negaton, e−, β− – trwała cząstka elementarna (lepton), jeden z elementów atomu.
Elektron ma ładunek elektryczny równy e = −1,602 176 6208(98)×10−19 C (ujemny ładunek elektryczny elementarny – stąd też nazwa negaton) i masę spoczynkową me ≈ 9,109 382 91×10−31 kg.

## Rozmiary liniowe elektronu
Obecnie nie wiadomo, czy elektron ma jakąkolwiek strukturę wewnętrzną. Wielokrotnie powtarzane eksperymenty w największych akceleratorach, polegające na zderzaniu ze sobą przeciwbieżnych wiązek elektronów rozpędzonych do prędkości bliskich prędkości światła w próżni, nie dały argumentów za istnieniem struktury wewnętrznej. W zderzeniach traktowanych klasycznie elektron zachowuje się jak kulka o promieniu 2,817 940 3227(19) ⋅ 10−15 m (klasyczny promień elektronu). Doświadczenia z pułapkowaniem elektronów w polu magnetycznym wykazały, że promień elektronu jest mniejszy niż 10−22 m.

## Historia odkrycia elektronu

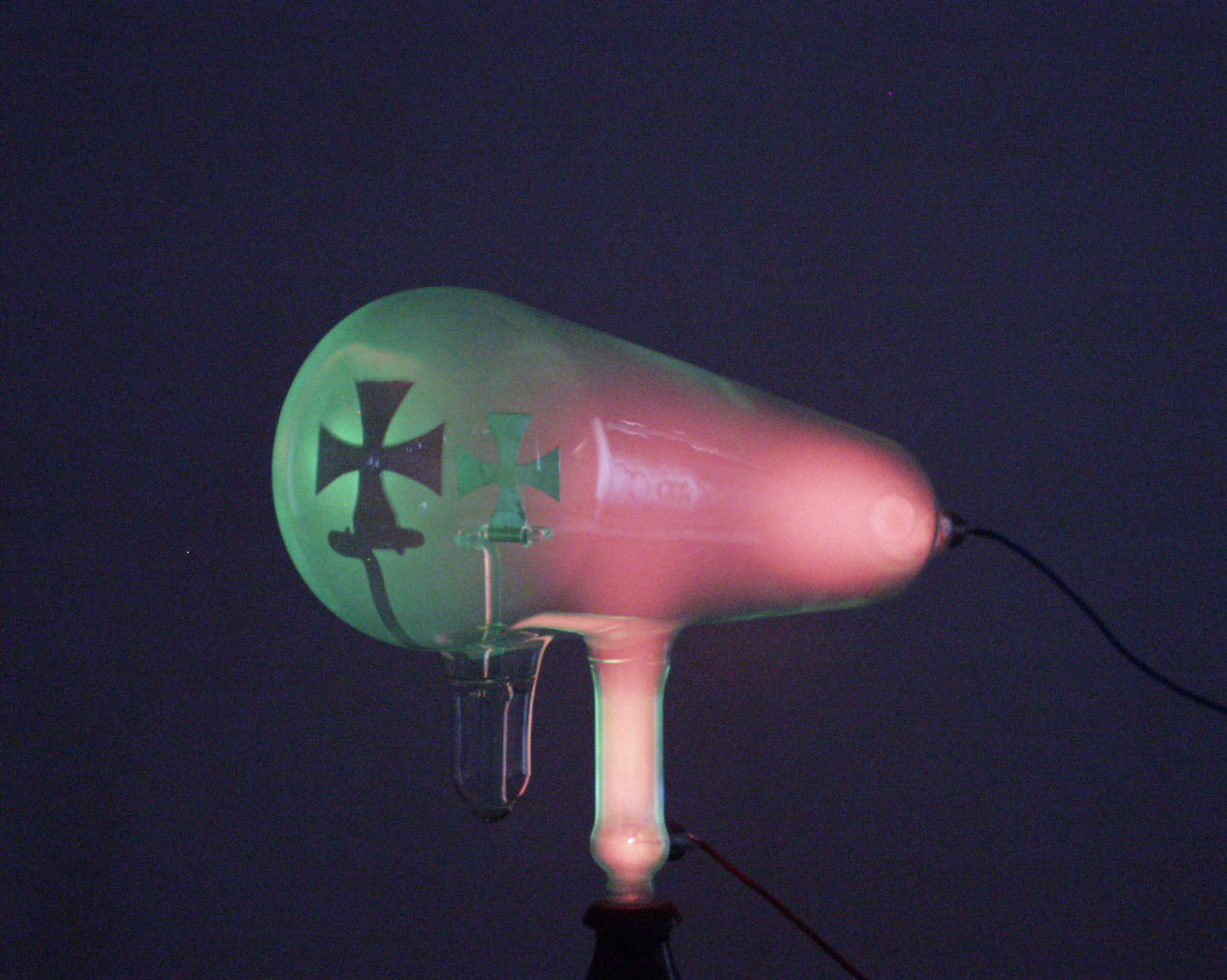
Demonstracja promieni katodowych w rurze Crookesa

Nazwę elektron wprowadził George Johnstone Stoney w 1891, dla elementarnej jednostki elektryczności ujemnej w procesie elektrolizy. Jako cząstka o ładunku ujemnym i niezerowej masie elektron został zaobserwowany w roku 1897 przez J.J. Thomsona. Na podstawie wyników badań właściwości promieniowania katodowego uznał, że to promieniowanie jest strumieniem cząstek o ładunku ujemnym, emitowanych w rurze próżniowej (lampa elektronowa) przez rozgrzaną katodę. Cząstki te zostały nazwane elektronami.
W 1916 Gilbert Newton Lewis zauważył, że właściwości chemiczne pierwiastków chemicznych wynikają z oddziaływań elektronów zawartych w ich atomach.

## Elektron w atomie
Elektrony w atomach zajmują określony obszar w przestrzeni wokół stosunkowo małego dodatniego jądra. Obszary zajmowane przez elektrony nazywają się orbitalami. Orbitale z kolei zgrupowane są w powłoki elektronowe. Parametry każdego orbitala (energia, kształt) zdeterminowane są przez energię elektromagnetycznego oddziaływania z jądrem atomu i pozostałymi elektronami oraz parametry elektronu. Rozmiary orbitali atomowych są rzędu 10−10 m, czyli dziesiątej części nanometra, ale dla stanów wzbudzonych mogą być kilkadziesiąt razy większe. Orbitale elektronowe są od 10 do 100 tysięcy razy większe od jądra atomowego, którego średnica wynosi od 10−15 do 10−14 m (około femtometra).
Obojętny atom ma tyle samo protonów w jądrze (ładunek dodatni) co elektronów (ładunek ujemny). Atom może być zjonizowany w wyniku oderwania lub przyłączenia elektronu, wtedy liczba protonów jest różna od liczby elektronów. Dostarczenie energii powoduje wzbudzenie elektronów do wyższych stanów, bądź jonizację atomu (oderwanie elektronu). Zwykle w procesach takich wzbudzane są tylko elektrony z najwyższych powłok zwanych walencyjnymi, jednak promieniowanie o dużej energii wzbudza lub odrywa od atomu elektrony z głębszych powłok (patrz np. ekscyton Mahana – osobliwość w widmie na krawędzi Fermiego (Fermi-edge singularity) lub promieniowanie charakterystyczne).
Zachowanie elektronów na powłokach atomowych determinuje własności atomów w reakcjach chemicznych.

## Elektron w fizyce materii skondensowanej
Elektron odgrywa ogromną rolę w zjawiskach dotyczących materii skondensowanej. Wynika to przede wszystkim stąd, że oddziaływania elektromagnetyczne stanowią dominujący czynnik wpływający na własności układów fizycznych w zakresach energii i odległości charakterystycznych materii ciała stałego i cieczy.
Głównymi cząstkami biorącymi udział oddziaływaniach w fizyce materii skondensowanej są rdzenie atomowe oraz elektrony walencyjne i swobodne oraz dziury. Ze względu na to, że w fizyce materii skondensowanej, by uprościć opis ruchu elektronu lub dziury, pomija się ich oddziaływanie z polem rdzeni atomowych. Równocześnie, aby równania ruchu elektronu pozostawały prawdziwe, zamiast masy elektronu wprowadza się jego masą efektywną. Jest ona zwykle różna od masy elektronu swobodnego, a w materiałach anizotropowych masa efektywna jest tensorem.
W fizyce ciała stałego elektrony i oddziaływania elektromagnetyczne są odpowiedzialne za tworzenie się wiązań w kryształach, a tym samym wpływają na własności sieci krystalicznej.
Przez elektron w fizyce materii skondensowanej (dotyczy to zarówno materii miękkiej i fizyki ciała stałego) rozumie się zwykle kwazicząstkę o zrenormalizowanych własnościach (patrz np. ciecz Fermiego, ciecz Luttingera, stany Pankratowa, funkcja Blocha, masa efektywna). Chcąc wyrażać się ściśle, należałoby mówić np. elektron w ciele stałym, jednak zwykle zakłada się, że fakt mówienia o kwazicząstce wynika z kontekstu, w jakim używa się sformułowania elektron.
Relacja dyspersji elektronu zależy od struktury pasmowej i modelu jaki używany jest do opisu konkretnego zjawiska. W najprostszych modelach przyjmuje się kwadratową zależność dyspersyjną (np. niektóre półprzewodniki) i wprowadza nieparaboliczne poprawki. W metalach, gdzie mamy do czynienia z częściowo wypełnionym pasmem przewodnictwa, bardzo często stosuje się model, w którym relacja dyspersji jest liniowa (liniowe rozwinięcie relacji dyspersji wokół powierzchni Fermiego).
Przybliżenie takie jest słuszne, gdy rozważane jest niskoenergetyczne wzbudzenia cząstka-dziura wokół powierzchni Fermiego.
Elektron w fizyce ciała stałego przedstawiany jest w różnych reprezentacjach. Podstawowymi z nich są
- funkcje Blocha
- funkcje Wanniera
- funkcje Luttingera.

Efektem, w którym manifestują się własności elektronowe w materii skondensowanej, jest tunelowanie elektronów wykorzystywane w układach półprzewodnikowych oraz skaningowym mikroskopie tunelowym, a także wiele innych własności i zjawisk jak
- ferromagnetyzm, antyferromagnetyzm, diamagnetyzm
- nadprzewodnictwo
- efekt ekscytonowy, polaron
- klasyczny efekt Halla, kwantowy efekt Halla, kwantowy ułamkowy efekt Halla.

## Elektron w mechanice kwantowej
Zjawiska zachodzące z udziałem elektronów zwykle należą do mechaniki kwantowej i jako takie podlegają zasadzie nieoznaczoności Heisenberga.
Elektron ma spin ¹⁄₂, jest więc zaliczany do fermionów i podlega statystyce Fermiego-Diraca. Elektrony są nierozróżnialne. Aby całkowicie opisać elektron, wystarczy podać jego stan kwantowy.
Antycząstką elektronu, tj. odpowiadającą elektronowi cząstką antymaterii, jest antyelektron, zwany krócej pozytonem (lub elektronem dodatnim). Jeżeli spotka się elektron z antyelektronem, dochodzi do anihilacji, w wyniku której w miejsce elektronu i pozytonu powstają dwa fotony gamma (γ) o energii 0,511 MeV. Podczas zderzenia fotonu gamma o takiej lub większej energii może zajść zjawisko odwrotne: kwant gamma zostaje pochłonięty, a pojawia się pozyton i elektron.

## Reakcje jądrowe z udziałem elektronu
Elektron może brać udział w reakcjach jądrowych. Elektron może być emitowany z jądra atomowego – nazywany jest wówczas promieniowaniem beta (β) a przemiana jądrowa rozpad beta minus. Wyemitowane cząstki beta mają bardzo dużą energię i zdolność jonizacji materii. Niektóre jądra atomowe emitują antyelektrony, przemiana ta zwie się rozpadem beta plus.
Jądro atomowe może też pochłonąć elektron, jest to zazwyczaj elektron z najniższej powłoki elektronowej, przemiana taka nazywana jest wychwytem elektronu.

## Elektron w teorii standardowej i modelu standardowym
W modelu standardowym elektron jest cząstką elementarną pierwszej generacji i tworzy dublet z neutrinem elektronowym.
Elektron w klasyfikacji cząstek subatomowych jest zaliczany do leptonów. Wchodzi w interakcje z innymi leptonami poprzez oddziaływania elektromagnetyczne i słabe.

## Elektron w technice

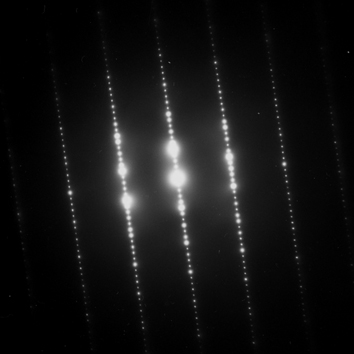
Obraz dyfrakcji elektronu, dowodzący, że materia ma naturę falową

Elektrony mogą swobodnie poruszać się w próżni, co jest wykorzystywane w próżniowych lampach elektronowych. W innych środowiskach (np. powietrzu) ich ruch jest hamowany, bo przyłączają się do atomów substancji, tworząc jony ujemne. W gazach szybko poruszający się elektron może wywołać wzbudzenie atomu lub jego jonizację, a w konsekwencji emisję fotonów. Zjawisko to jest przyczyną zorzy polarnej, zaś w technice znalazło zastosowanie w lampach wyładowczych (np. lampy jarzeniowe, tzw. świetlówki).
Zgodnie z teorią fal materii elektron może być postrzegany jako odpowiadająca mu fala. Może ona podlegać dyfrakcji i interferencji na przeszkodach. Ze względu na długość fali, znacznie mniejszą od długości fali świetlnej, elektrony nadają się doskonale jako czynnik przenoszący informację w mikroskopach – mikroskopach elektronowych.

## Makroskopowe zjawiska z udziałem elektronu
Elektrony poruszające się w sposób uporządkowany w określonym kierunku, np. w polu elektrycznym powstałym w wyniku przyłożenia napięcia elektrycznego, stanowią prąd elektryczny.